# Debeli žednjak
Debeli žednjak  (lat. Hylotelephium telephium, sin. Sedum telephium) višegodišnja je biljka iz roda  Hylotelephium, porodice Crassulaceae, nekada uključivana u rod žednjaka, pa joj otuda i ime. 
Vrsta je raširena po Europi, od Velike Britanije, Francuske i Španjolske na istok sve do Ruskog Dalekog istoka i sjeverne Kine.

## Stanište
Nalazimo je u Europi i Aziji. Kod nas[gdje?] raste većinom po svijetlim listopadnim šumama na kamenitom tlu. Raširila  se  i po svijetu, u SAD-u se smatra invazivnom biljkom.

## Ljekovitost
U službenoj medicini se ne koristi. U narodnoj medicini korijenje i nadzemni dijelovi biljke koriste se kao vanjski lijek za zacjeljivanje rana, uključujući i za liječenje opeklina, bradavica i žuljeva. Voda "destilirana kroz lišće" (to jest, natopljena sirovim zgnječenim lišćem) nazivala se "živa voda" i koristila se za liječenje kroničnih čireva i karbunkula. Kao lijek za epilepsiju korišten je sok nadzemnog dijela biljke. Mlada se  biljka smatra jestivom. Koristi se i u hortikulturi.

## Vanjske poveznice
|  | Zajednički poslužitelj ima još gradiva o temi Hylotelephium telephium |
|  | Wikivrste imaju podatke o taksonu Hylotelephium telephium             |

- Sedum_telephium - L., Plants for a Future